# (133861) Debrawilmer
(133861) Debrawilmer est un astéroïde de la ceinture principale.

## Description
(133861) Debrawilmer est un astéroïde de la ceinture principale. Il fut découvert le 19 janvier 2004 aux monts Santa Catalina par le projet CSS. Il présente une orbite caractérisée par un demi-grand axe de 3,21 UA, une excentricité de 0,12 et une inclinaison de 16,7° par rapport à l'écliptique.
Il est nommé d'après un contributeur de la mission OSIRIS-REx dont l'objet est l'étude de l'astéroïde (101955) Bénou.